# Lazagurría
Lazagurría (en euskera: Elizagorria) es un municipio español de la Comunidad Foral de Navarra, situado en la Merindad de Estella, en la comarca de Estella Occidental y a 72,5 km de la capital de la comunidad, Pamplona. Su población en 2024 fue de 174 habitantes (INE).

## Toponimia
Lazagurria y sus significados aparentes: 
- "Iglesia roja", del vasco eliza, 'iglesia', y gorri que es 'rojo' y el artículo a.[3] La Real Academia de la Lengua Vasca propone la denominación en vasco de la localidad como Elizagorria.[4]
- "Fresno rojo", de lizar, 'fresno' y gorri 'rojo o pelado', y a artículo.[cita requerida]
- También se podría relacionar el nombre de esta localidad con los antiguos de Calagurris y Graccurris, pero no parece probable.[cita requerida]
- Si las formas sin E inicial no fueran el resultado de una pérdida de vocal, se podría pensar en que proviene de leiza-gorria que significaría 'sima roja'.[cita requerida]

Aparecen distintas variantes a lo largo de los años: Villa de Liçagorría (1024), en la donación a San Juan de la Peña por Sancho III el Mayor. En el cartulario de Irache se encuentra la denominación de Liçagorría en 1120. Se toma como término extremo en el reino en 1194, en relación con ciertos procedimientos jurisdiccionales. En 1216 el abad de San Juan de la Peña la empeñó al rey de la villa, que sigue llamándose Lizagorria, Eliçagorria (1257), Elçagorria (1268). En los censos de 1330, 1350, y 1366 aparece como Liçagorria, con corta población, diez fuegos en el último.
Eliçagorría solo aparece una vez y en fecha un tanto tardía y Liçagorría es la forma más antigua y lo que más veces aparece. 
Julio Caro Baroja relata cómo en los censos y documentos más antiguos aparece como Liçagorria. Nombre compuesto de gorri que es "rojo o seco" y leiza leze, "cueva o sima", mejor que lizar "fresno".
Parece pues tratarse de un topónimo presumiblemente vasco con etimología no totalmente segura.

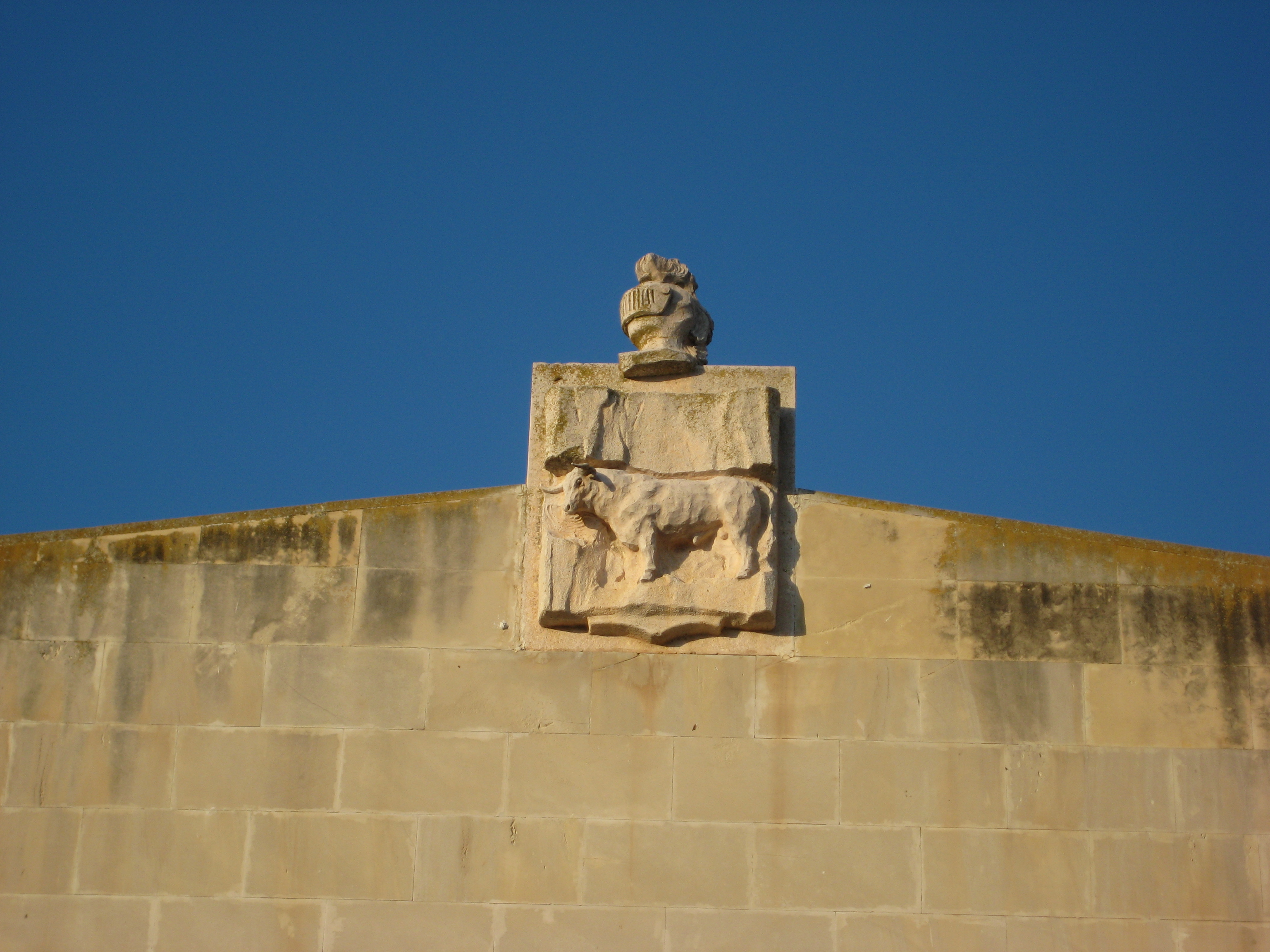
Escudo de Lazagurría

## Símbolos

### Escudo
El escudo de armas del lugar de Lazagurría tiene el siguiente blasón:

Trae de oro y un toro de sable posado, terrazado de sinople.

## Geografía
La localidad de Lazagurría está situada en la parte occidental de la Comunidad Foral de Navarra dentro de la región geográfica de la Zona Media de Navarra o Navarra Media y la comarca geográfica de Tierra Estella a una altitud 392 m s. n. m. Su término municipal tiene una superficie de 17.01 km² y limita al norte con losmunicipios de Torres del Río y Sansol, al este con el de Los Arcos, al sur con el de Mendavia y al oeste con este último y el de Bargota.

### Relieve e hidrología
La localidad de se encuentra al pie de una colina, mirando al Sur, y a la izquierda del río Linares. 
Teniendo en cuenta las características físicas y humanas, cabe la duda de incluir a Lazagurría en La Ribera o en la Zona Media. La cortedad de su regadío nos inclina a lo segundo. Históricamente se englobaba en el partido de Viana, y geográficamente en el Somontano de Viana-Los Arcos (Navarra Media) donde debe figurar.
El territorio es quebrado, aunque sin grandes desniveles (400-520) m), como suele suceder allí donde afloran extensamente los yesos con margas o arcillas intercaladas; es el caso de la llamada Formación de Lerín, que ocupa la totalidad del término municipal, si se exceptúan las franjas de los aluviones cuaternarios que acompañan a los ríos Linares y Odrón, que confluyen cerca del lugar antes de desembocar en el Ebro.
El Odrón procede de la vertiente Sureste de la sierra de Codés. A su izquierda queda una amplia llanura aluvial, anticipo, pero en tono menor, de las ribereñas. Conforme nos acercamos a la población esta llanura se hace progresivamente pantanosa. En los mapas topográficos figura un topónimo suficientemente revelador: El Charcal, que significa sitio en que abundan los charcos y los carrizos y aneas. Se sabe que al menos hasta finales del siglo XIX el ayuntamiento arrendaba las aneas del término de La Serna. Navarra no es una región destacable por la presencia de zonas húmedas para la nidificación o invernada de las aves acuáticas, sin embargo su situación estratégica supone que la sobrevuelen millones de aves que aprovechan estos humedales como áreas de parada y reposo. Los dos ríos citados tienen un régimen de tipo pluvial muy irregular, con fuertes estiajes, y dan vida a regadíos de dimensiones modestas. 
El acueducto de Alcanadre-Lodosa, del que se han localizado 13 arcos en Lodosa, según María Ángeles Mezquíriz, iba desde la confluencia de estos dos ríos hasta la ciudad romana de Calagurris (Calahorra), con un recorrido de unos 30 km. Se construyó en el siglo II de nuestra era. Esta conducción que abastecía a la ciudad de Calagurris tenía un paso alzado sobre el río Ebro.

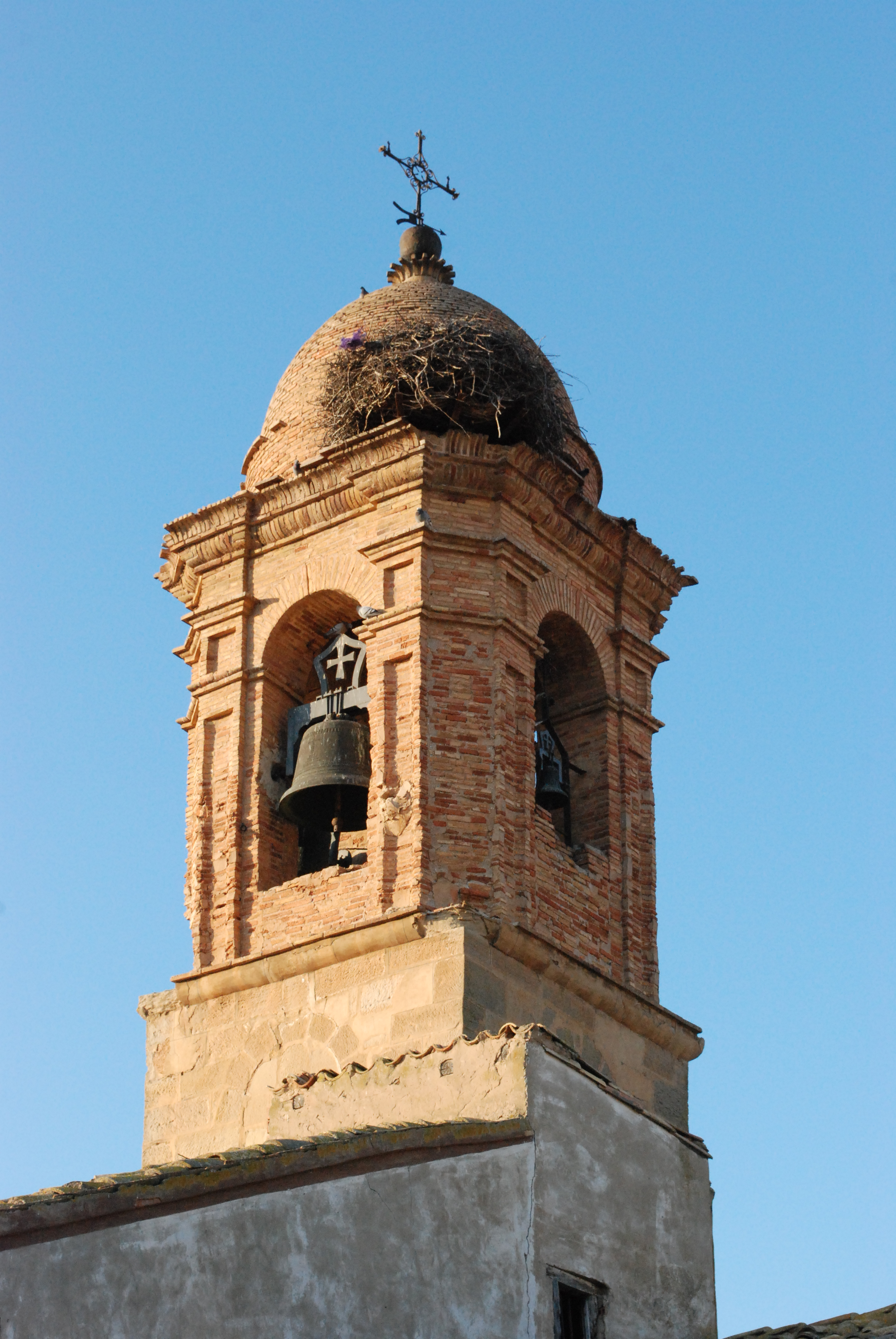
La torre de la iglesia, donde todos los años anidan una pareja de cigüeñas.

### Clima
Desde el punto de vista climático Lazagurría se incluye en el dominio mediterráneo. Los principales valores meteorológicos medios anuales son: Una media de entre 12 °C y 13 °C de temperatura, entre 400 y 600 mm de precipitaciones, registrándose entre 60 y 80 días de precipitación al año. 

### Flora y fauna
La cubierta vegetal originaria ha sido potencialmente destruida.
La flora predominante es mediterránea compuesta principalmente por: romero, aliaga, tomillo, ontina. tamariz, plantas que busca y soportan los terrenos salinos cercanos a una corriente de agua temporal. Mención especial merece el regaliz que en tiempos de escasez hacia las delicias de los chavales. Se han realizado repoblaciones de pinos.
En lo referente a la fauna merece especial atención las cigüeñas comunes que anidan en la torre de la iglesia y recogen su alimento en las zonas encharcadas, también hay: garzas, patos, perdices, liebres, zorros, entre otras.

## Historia
Debió de ser un núcleo pequeño de población antiquísimo, ya que en algunos campos aparecen trozos de cerámica sigillata que cada vez son más pequeños debido a que al realizar las labores agrícolas se van rompiendo.
También hay hoyos, agujeros subterráneos y secos donde se guardaba trigo y otros granos y semillas. Se solían utilizar como almacén o ante un peligro inminente. En otras ocasiones se empleaban como lugar de enterramiento, pero no parece que los que aquí se han encontrado tuvieran esa finalidad.
Esta antigua villa fue donada por el rey Sancho III el Mayor al monasterio de San Juan de la Peña (1024). Se reintegró al patrimonio de la Corona como consecuencia de un préstamo concedido por Sancho VII el Fuerte (1216) a dicha abadía. El monasterio de Iranzu era titular entonces de tres collazos del lugar que le producían rentas.
En 1368 fue comprada al rey por el concejo de Viana, convirtiéndola en una de sus aldeas. Esta situación duró hasta 1782 en que Lazagurría se separó de Viana. A finales del siglo XVIII aparece como lugar «exento», aunque por lo civil estaba agregado al alcalde de Mendavia por el real consejo. Para lo demás contaba con su alcalde ordinario propio, que era elegido por los vecinos.
Con las reformas municipales españolas de 1835-1845, Lazagurría quedó como municipio independiente, sometido a régimen común. En esas fechas el vicario de la parroquia era de provisión del obispo de Pamplona y formaba parte de la diócesis del mismo nombre. En 1847, tenía escuela, dotada con cincuenta robos de trigo y trece duros al año. Sólo contaba con los caminos que se dirigían a los pueblos inmediatos.

## Demografía
Lazagurría cuenta con una población de 174 habitantes (INE 2024).
| Gráfica de evolución demográfica de Lazagurría entre 1842 y 2021                                                    |
| |
| Población de derecho según los censos de población del INE Población de hecho según los censos de población del INE |

## Economía
La mayor parte de la población activa se dedica a labores agropecuarias.

### Agricultura
En el secano domina la cebada, siguiéndole en importancia la vid. Es destacable también el espárrago, pimiento y el olivo y algunos árboles frutales diseminados. En la actualidad se dedican a la agricultura 25 personas a título principal.
En el pasado llegó a tener fama el cultivo del lino (no se olvide el hidrónimo Linares), además de los cereales. Ni la vid ni el olivo destacaron, y el regadío de Los Llanos, cercano al poblado, solo mide medio centenar de hectáreas.
En el 2000 se hizo la concentración parcelaria sobre 1503 ha.

### Ganadería
El ganado de labor prácticamente ha desaparecido, aunque en 1935 había 13 cabezas de caballar, 84 de mular y 9 de asnal. De la cabaña pecuaria hay que citar el ganado vacuno, lanar y la cría industrial de gallinas ponedoras.
Los de Lazagurría iban a las feria de Tafalla y Salvatierrapara comprar y vender ganado mular y caballos; a la de San Bernabé de mediados de junio y a la de San Mateo de mediados de septiembre, a la de Lodosa de comienzos de este mes, a la de Tafalla en febrero y a la de San Andrés de Estella (30 de noviembre). Esta última era la más importante. También lo fue el mercado estellés de los jueves.

### Industria
Hay personal activo dedicado al comercio y al transporte. También está la empresa «Prefabricados Lazagurría», la cual se dedica a la producción de briquetas.
Señalar que está aprobado el proyecto de instalación de Parques Eólicos en el término de «El Ejido». 
Antiguamente había hornos de yeso que a nivel particular eran explotados por las familias. 
El territorio municipal se ordenaba, a efectos de su aprovechamiento para pastos y leña, en ejidos, comuneros y soto o dehesa, formados por tierras comunales.
Actualmente los comunales ocupan 934 ha, abarcando la totalidad del erial a pastos y una tercera parte del terreno a cultivo.

## Patrimonio

### Monumentos religiosos

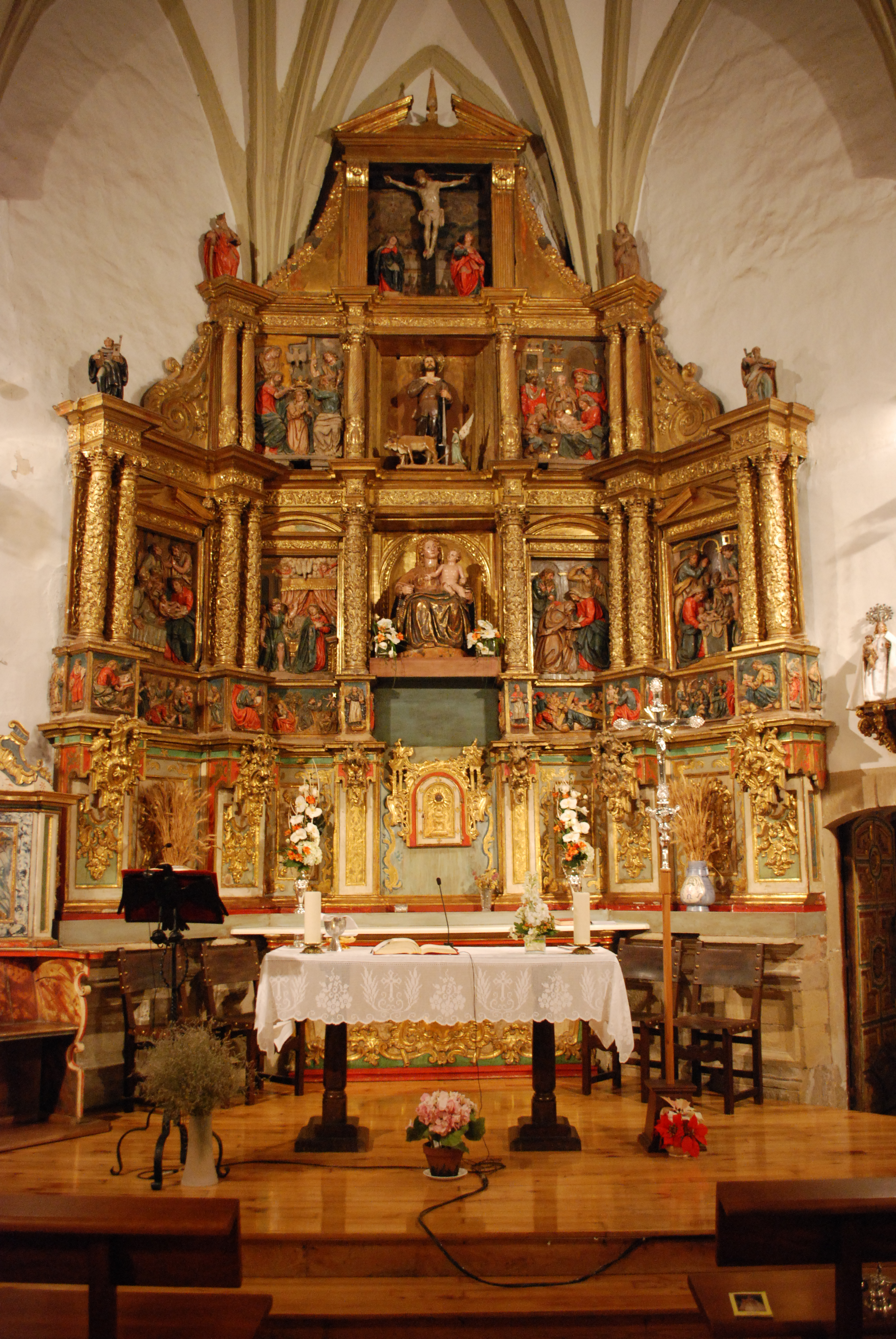
Imagen del retablo

#### Iglesia de Nuestra Señora del Rosario
Es un edificio de estilo gótico-renacentista. Presenta planta de cruz latina con cabecera pentagonal y coro alto a los pies. Las bóvedas estrelladas del crucero y la gallonada de la cabecera pertenecen al siglo XVI, no así las de la nave que presenta medios cañones con lunetos.
La sacristía es pentagonal adaptada a los contrafuertes de la cabecera por el lado de la epístola. Las obras fueron iniciada por Pedro Escarai, maestro cantero de la villa de El Busto, en el año 1608, haciéndose cargo de las mismas posteriormente el maestro cantero Juan de Erzilla a partir de 1680.
Los muros exteriores aparecen jalonados por contrafuertes, son de sillería y van articulados por contrafuertes rectangulares que presentan mayor solidez en la zona de la cabecera del templo y contrastan con la torre barroca de ladrillo dieciochesca que se alza a los pies del templo cuyo fuste prismático remata en un cuerpo octogonal con pilastras cajeadas en los ángulos y medios puntos en sus frentes; sirve de culminación una cúpula de media naranja. La puerta de la iglesia, abierta en el tramo inmediato al crucero por el lado de la epístola, se cobija por un pórtico barroco que forman tres arcos rebajados sobre dos gruesos pilares.
El retablo mayor romanista estaba a cargo de Diego Jiménez en 1611, fecha en que traspasó su obligación a Bartolomé Calvo, maestro escultor vecino de Asarta, el cual todavía lo estaba realizando en el año 1622. La traza en artesa para adaptarse al ábside del templo, consta de banco, dos cuerpos y ático, a los que se añadió en época rococó un segundo banco para disimular sus proporciones. El cuerpo bajo tiene tres calles y dos entrecalles, articulándose la calle central por dos columnas de capitel corintio y fuste muy decorado con follajes que incorporan niños, mientras que los soportes de las calles extremas son dobles; las cajas de estas últimas rematan en frontones rectos y las entrecalles van coronadas con frontones curvos. El cuerpo segundo queda reducido a tres calles en un solo plano frontal, enlazando con el anterior a través de grandes volutas; como soportes se utilizan aquí columnas dobles en los extremos y sencillas en el centro, todas ellas de capitel compuesto y fuste con el tercio inferior decorado más los dos restantes con decoración de estrías entorchadas. Sirve de remate un ático entre machones estriados que culmina en frontón recto partido con cruz en su centro y remates herrerianos en los arranques; el enlace con el cuerpo inmediato se efectúa también a través de dos aletones planos, lo cual da como resultado un perfil triangular.
Los relieves y esculturas aluden a la vida de la Virgen y a la infancia y Pasión de Cristo así como a varios santos fundadores. El primer cuerpo está centrado por una escultura sedente de la Virgen del Rosario con el Niño. La policromía es moderna pero la escultura, excepto San Isidro, presenta un estilo romanista pleno de calidad aceptable que puede relacionarse con el núcleo estellés por su manera de tratar las poderosas anatomías masculinas y los cabellos de plásticos rizos, así como el tipo de plegados y el sentido general de las composiciones. La imagen titular de la Virgen del Rosario la identifican algunos autores con la Virgen de la Verdad procedente de una antigua ermita de esta advocación que solo se conserva como nombre de término.
Hay además en el presbiterio un sillón rococó de la segunda mitad del siglo XVIII, resto único de una sillería. Los colaterales de la Inmaculada y San José pertenecen al siglo XVIII, el primero al periodo churrigueresco, el segundo al Rococó. De la época de este último es la talla de San Miguel de Aralar alojada en la hornacina del ático. Encima de la puerta de la sacristía hay una pequeña imagen de candelero de la Virgen del Rosario con el Niño, obra romanista de hacia 1600, procedente quizás del antiguo retablo de Santa Lucía, hoy desaparecido, que realizó por estas fechas el escultor estellés Pedro de Troas.

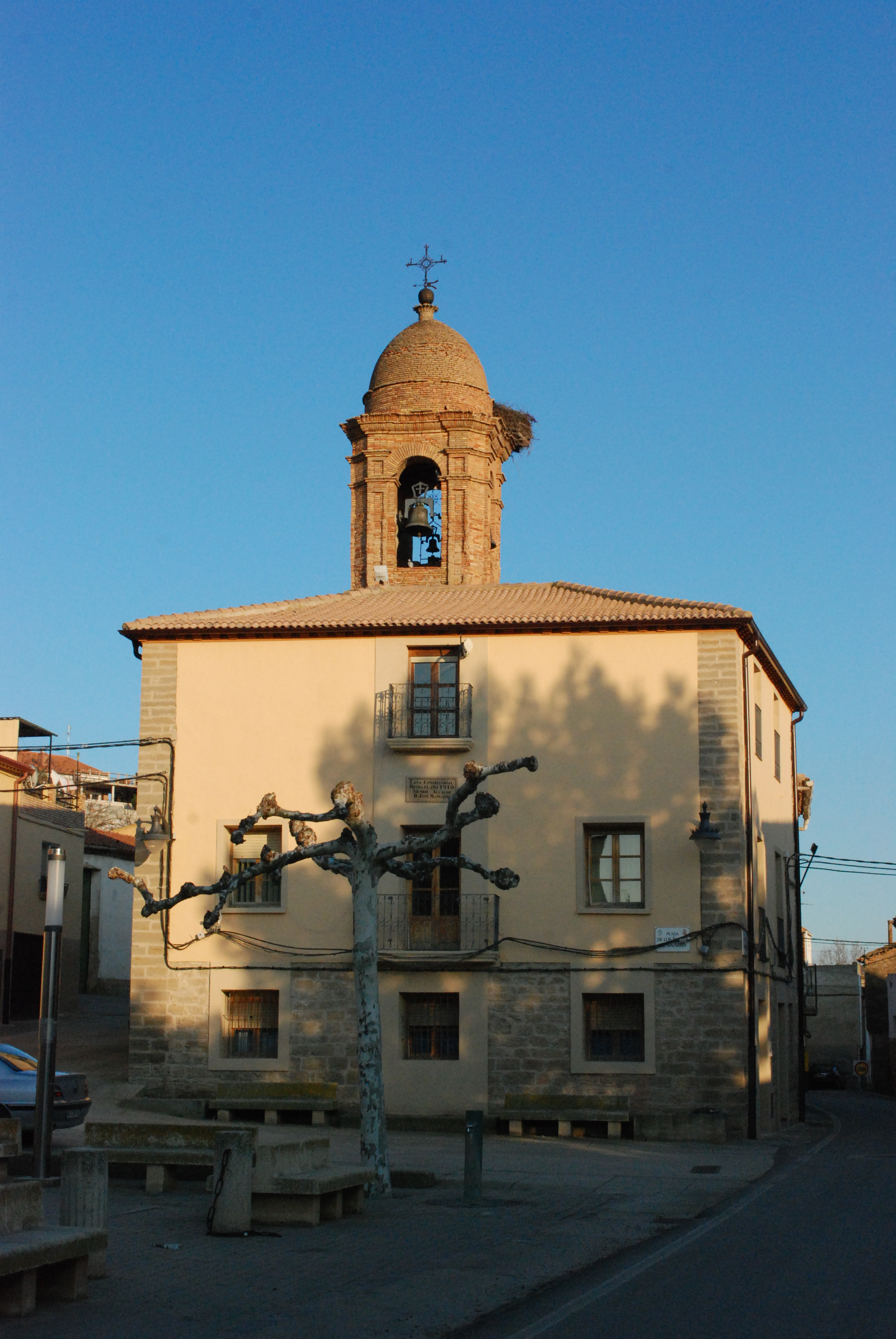
Ayuntamiento y torre de la iglesia detrás.

### Monumentos civiles
El núcleo del pueblo se localiza a lo largo de una larga calle presidida por el templo parroquial. En la antigua calle Sol, hoy calle Mayor, hay que citar una de las fachadas más emblemáticas de la localidad frente a la iglesia, en ella se puede ver el escudo de Díaz de Cerio 1800.
El escudo de la familia Díaz de Cerio, ubicado en un edificio histórico en Lazagurria y datado en 1800, es un símbolo heráldico que representa el linaje y la nobleza de esta familia en la región.
El escudo está compuesto por un diseño cuartelado que integra diversos emblemas, entre ellos corazones, que simbolizan lealtad y fidelidad, así como otros detalles que sugieren alianzas familiares. A ambos lados del escudo, se encuentran dos columnas coronadas con decoraciones en forma de torre, las cuales son elementos comunes en la heráldica para simbolizar fortaleza y estabilidad. Estas columnas también refuerzan el carácter de poder y protección asociado a la familia.
El escudo está flanqueado por dos figuras infantiles, conocidas como putti, y coronado por un casco que indica nobleza, reforzando el prestigio de la familia Díaz de Cerio. En la parte inferior, hay decoraciones con motivos florales y una cabeza esculpida en el centro, añadiendo un elemento protector y ornamental.
Este escudo es un testimonio del estatus y la importancia de la familia Díaz de Cerio en Lazagurria durante el siglo XIX, reflejando sus valores, alianzas y posición dentro de la nobleza local.
El más primitivo es una pieza del siglo XVII sobre mascarones, entre leones portantes y yelmo por timbre. Más avanzado parece el segundo escudo de piedra también barroco, que debió de labrarse hacia 1700. Tiene bordura muy deteriorada, con mascarones y niños más yelmo por timbre.
La actual Casa Consistorial fue construida en 1910. Es un edificio anexo a la iglesia, con tres fachadas al exterior, enfoscadas, con esquinas en piedra, formando cadena.

## Cultura

### Fiestas y eventos
- Las fiestas patronales en honor de la Virgen del Rosario se celebraban el primer domingo de octubre pero fueron trasladadas. En la actualidad se inician el jueves anterior al segundo domingo de agosto. Durante unos días, además de los actos religiosos se festejan con música, suelta de vaquillas y la ya famosa pochada popular que las elaboran personas cualificadas del pueblo con mucha colaboración y se degustan a lo largo de la calle Mayor, donde se reúnen los vecinos del pueblo, los hijos que tuvieron que salir y autoridades de la Comunidad de Navarra.

- Las fiestas pequeñas son el 15 de mayo día de San Isidro Labrador.

- Jueves de Lardero: Se celebra el jueves inmediatamente anterior al miércoles de ceniza.

Fiesta eminentemente infantil, los niños van haciendo cuestaciones a la vez que cantan. La letrilla es: "jueves de lardero, viernes de la cruz, sábado de pascual, resucitó Jesús". Lo más frecuente es que en cada casa se les de: huevos, chorizo, monedas...etc con lo que se hace una merienda más o menos surtida pero en la que no puede faltar la tortilla con chorizo.

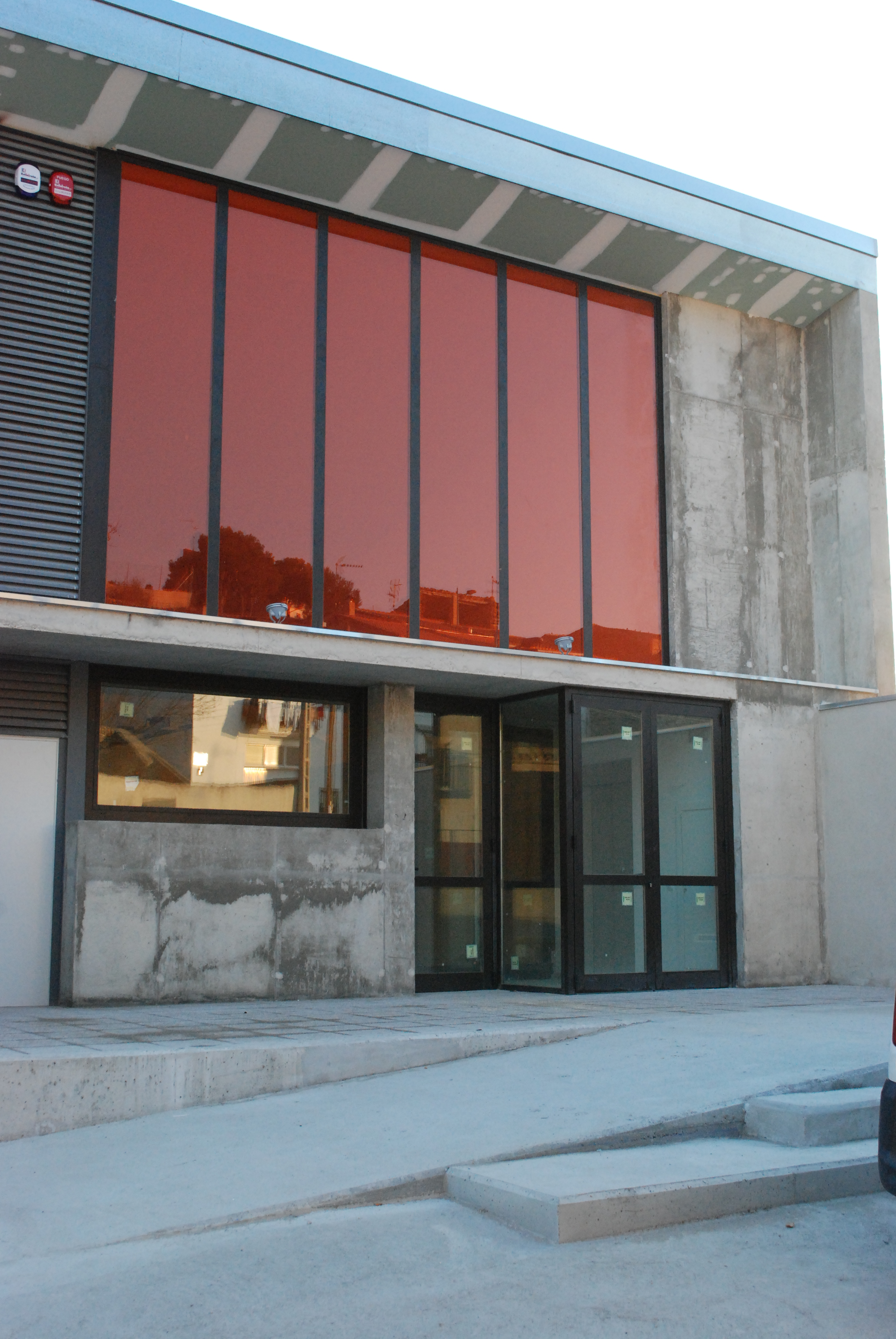
Centro social.

Todos los años, en la primavera, hacer una romería al santuario de Nuestra Señora de Codés.

### Ocio
Cuenta Lazagurría con frontón y piscinas municipales con su zona de esparcimiento y deportiva. Existe un centro sociocultural, que es punto de encuentro y reunión donde se realizan cursillos, charlas, etc.
Igualmente cuenta con una casa rural.